# IMG Academy Bradenton
El IMG Academy Bradenton es un equipo de fútbol de los Estados Unidos que juega en la USL Premier Development League, la cuarta liga de fútbol más importante del país.

## Historia
Fue fundado en el año 1998 en la ciudad de Bradenton, Florida como un club asociado a la IMG Academy y a la United States Soccer Federation como el programa de residencia para los jugadores de Estados Unidos desde la temporada 2003.

## Palmarés
- USL PDL Southern Conference: 2

2002, 2009
- USL PDL Southeast Division: 1

2006

## Clubes afiliados
- Bradenton Athletics (2004-08)[4]

## Jugadores

### Jugadores destacados
| - Milovan Kapor - Anthony Ampaipitakwong - Bernardo Anor - Jeff Attinella - Zak Boggs - Sanel Borić - Sean Bucknor - Kevin Burns - Ben Everson - Jani Galik - Blair Gavin | - Kurt Morsink - Michael Gavin - Miguel González - Happy Hall - Cameron Hepple - Stephen Keel - Wes Knight - David Mahoney - Devon McKenney - Pascal Millien - Steven Morris | - Nick Noble - Michael Parkhurst - Heath Pearce - Brad Rusin - Jordan Seabrook - Yevgeni Starikov - Ryan Thompson - Tanner Wolfe - Leland Wright |